# Amfisa
Amfisa (gr. Άμφισσα, Ámfissa; łac. Amphissa) – miasto w środkowej Grecji, w administracji zdecentralizowanej Tesalia-Grecja Środkowa, w regionie Grecja Środkowa, na północnym wybrzeżu Zatoki Korynckiej, siedziba administracyjna jednostki regionalnej Fokida i gminy Delfy. W 2011 roku liczyło 6919 mieszkańców.
W mieście rozwinął się przemysł winiarski i olejarski.
W starożytności miasto Lokrów Ozolijskich, znane z urodzajności i upraw winorośli, zbóż i oliwek. Zniszczone w 339 p.n.e. przez Filipa Macedońskiego. Za czasów Oktawiana Augusta zostało rzymskim municypium.